# Lepechiniella microcarpa
Lepechiniella microcarpa là loài thực vật có hoa trong họ Mồ hôi. Loài này được (Boiss.) Riedl mô tả khoa học đầu tiên năm 1963.